# Charles Macaulay
Pour les articles homonymes, voir Macaulay.
Charles Macaulay (26 septembre 1927- 13 août 1999) est un acteur et réalisateur américain au théâtre, à la télévision et au cinéma.

## Filmographie partielle
Cinéma
- 1962 : La Tour de Londres (Tower of London) de Roger Corman
- 1972 : Blacula, le vampire noir (Blacula) de William Crain (en)
- 1979 : Au-delà de la gloire (The Big Red One) de Samuel Fuller

Télévision
- 1967 : Star Trek : Le Retour des Archons : Landru
- 1968 : Star Trek : Un loup dans la bergerie : Jaris
- 1968 : Les Mystères de l'Ouest (The Wild Wild West), (série TV) - Saison 4 épisode 9, La Nuit de l'Homme oublié (The Night of Fire and Brimstone), de Bernard McEveety : Zack Morton
- 1971 : Columbo : Rançon pour un homme mort (Ransom for a Dead Man) (Pilote no 2) : Richard
- 1972 : Columbo : Symphonie en noir (Étude in black) (série télévisée) : Durkee
- 1974 : Columbo : Au-delà de la folie (Mind over Mayhem) (série télévisée) : Farnsworth